# Hossam Abdelmoneim
Hossam Abdelmoneim Wahba Abdelwahahab (ar. حسام عبد المنعم, ur. 12 lutego 1975) – piłkarz egipski grający na pozycji obrońcy. W swojej karierze rozegrał 16 meczów w reprezentacji Egiptu.

## Kariera klubowa
Karierę piłkarską Abdelmoneim rozpoczął w klubie Eastern Tobacco. W jego barwach zadebiutował w sezonie 1995/1996 w pierwszej lidze egipskiej. W 1998 roku odszedł do stołecznego Zamaleku. W sezonie 1998/1999 zdobył z nim Puchar Egiptu, a w sezonie 1999/2000 przyczynił się do zdobycia Pucharu Zdobywców Pucharów.
Jesienią 1999 roku Abdelmoneim przeszedł do tureckiego Kocaelisporu. W tureckiej lidze zadebiutował 21 listopada 1999 w wygranym 1:0 wyjazdowym meczu z Altayem. W Kocaelisporze grał do końca sezonu 1999/2000.
Latem 2000 Abdelmoneim wrócił do Zamaleku i grał w nim do końca 2003 roku. Z Zamalekiem trzykrotnie był mistrzem kraju w sezonach 2000/2001, 2002/2003 i 2003/2004. Zdobywał też: Puchar Egiptu (2002), Superpuchar Egiptu (2001, 2002), Ligę Mistrzów (2002), Superpuchar Afryki (2003) i Arabski Puchar Mistrzów (2003).
W 2004 roku Abdelmoneim został zawodnikiem El-Masry z Port Saidu. W latach 2005–2008 grał w El-Ittihad El-Iskandary z Aleksandrii, a w latach 2008-2010 ponownie występował w El-Masry, w którym zakończył karierę.
| Sezon   | Klub                    | Kraj   | Rozgrywki | Mecze | Bramki |
| ------- | ----------------------- | ------ | --------- | ----- | ------ |
| 1995/96 | Eastern Tobacco         | Egipt  | I. liga   | ?     | ?      |
| 1996/97 | Eastern Tobacco         | Egipt  | I. liga   | ?     | ?      |
| 1997/98 | Eastern Tobacco         | Egipt  | I. liga   | ?     | ?      |
| 1998/99 | Zamalek SC              | Egipt  | I. liga   | 26    | 3      |
| 1999/00 | Zamalek SC              | Egipt  | I. liga   | 5     | 0      |
| 1999/00 | Kocaelispor             | Turcja | Süper Lig | 11    | 0      |
| 2000/01 | Zamalek SC              | Egipt  | I. liga   | 24    | 5      |
| 2001/02 | Zamalek SC              | Egipt  | I. liga   | 12    | 1      |
| 2002/03 | Zamalek SC              | Egipt  | I. liga   | 15    | 2      |
| 2003/04 | Zamalek SC              | Egipt  | I. liga   | 4     | 0      |
| 2003/04 | El-Masry                | Egipt  | I. liga   | ?     | ?      |
| 2004/05 | El-Masry                | Egipt  | I. liga   | ?     | ?      |
| 2004/05 | El-Geish                | Egipt  | I. liga   | ?     | ?      |
| 2005/06 | El-Ittihad El-Iskandary | Egipt  | I. liga   | ?     | ?      |
| 2006/07 | El-Ittihad El-Iskandary | Egipt  | I. liga   | ?     | ?      |
| 2007/08 | El-Ittihad El-Iskandary | Egipt  | I. liga   | ?     | ?      |
| 2008/09 | El-Masry                | Egipt  | I. liga   | ?     | ?      |
| 2009/10 | El-Masry                | Egipt  | I. liga   | 7     | 0      |

## Kariera reprezentacyjna
W reprezentacji Egiptu Abdelmoneim zadebiutował w 1998 roku. W 1999 roku został powołany do kadry na Puchar Konfederacji 1999 w Meksyku, jednak nie zagrał na nim ani razu. Z kolei w 2000 roku został powołany do kadry na Puchar Narodów Afryki 2000. Na tym turnieju zagrał w jednym meczu, z Burkina Faso (4:2). Od 1998 do 2000 roku rozegrał w kadrze narodowej 16 meczów.